# Żydowska wojna
Żydowska wojna – powieść wojenna Henryka Grynberga z 1965.

## Treść
Dzieło oparte jest na osobistych doświadczeniach wojennych autora.  Jego akcja toczy się w Polsce podczas okupacji hitlerowskiej. Przedstawia losy grupy Żydów zamieszkałych w miasteczku pod Warszawą, którzy podczas okupacji zmuszeni są do ukrywania się w domach znajomych, lasach i gospodarstwach na wsiach. Większości z nich nie udaje się przeżyć. Grynberg za pomocą oszczędnego, lakonicznego stylu, nakreśla bardzo zróżnicowane sylwetki Polaków, ich motywy i postawy wobec eksterminowanych Żydów.

## Nagrody i tłumaczenia
Powieść została nagrodzona Nagrodą Literacką Kościelskich w 1966. Przetłumaczona była na język hebrajski, angielski, francuski, niemiecki i niderlandzki.